# Eddy Van Hoof
Eddy Van Hoof (né le 13 mai 1959 à Lierre,) est un coureur cycliste belge, principalement actif durant les années 1980.

## Biographie
En 1979, Eddy Van Hoof devient triple champion de Belgique sur route (militaires, amateurs, interclubs). Il évolue ensuite au niveau professionnel entre mai 1981 et décembre 1988 au sein de plusieurs équipes. Bon sprinteur, il se distingue dans des kermesses belges en obtenant quatre victoires et diverses places d'honneur. Il brille par ailleurs sur l'édition 1982 du Tour d'Espagne en terminant troisième de deux étapes. 

## Palmarès
- 1979
  -  Champion de Belgique amateurs
  -  Champion de Belgique militaires
  -  Champion de Belgique interclubs
- 1980
  - 1re et 2ea étapes des Trois Jours de Flandre-Occidentale
- 1981
  - 3e de la Coupe Sels
- 1982
  - 3e de la Gullegem Koerse
- 1983
  - 2e de Harelbeke-Poperinge-Harelbeke
  - 2e de l'Omloop van de Wase Scheldekant
- 1984
  - 3e de l'Omloop van de Wase Scheldekant
- 1985
  - 2e du Prix national de clôture
- 1989
  - Champion de la province d'Anvers du contre-la-montre
  - Zuidkempense Pijl

## Résultats sur les grands tours

### Tour d'Italie
1 participation 
- 1981 : abandon (8e étape)

### Tour d'Espagne
1 participation 
- 1982 : 61e